# مايك غرين (لاعب كرة سلة مواليد 1951)
مايك غرين (بالإنجليزية: Mike Green)‏ مواليد 6 أغسطس 1951 في ماكومب، هو لاعب كرة سلة أمريكي سابق. بدأ مسيرته الاحترافية في سنة 1973. تم اختياره من قبل فريق سياتل سوبرسونيكس خلال الدرافت. يبلغ طوله 6 قدم 10 بوصة (2.1 م). اعتزل اللعب في 1980. أحرز خلال مسيرته في الإن بي إيه 5301 نقطة بمعدل 11.5 نقطة في المباراة الواحدة.

## المسيرة الاحترافية
لعب مع دنفر ناغتس من سنة 1973 إلى 1975، ثم لعب مع سياتل سوبرسونيكس من سنة 1976 إلى 1978، ثم لعب مع سان أنطونيو سبرز في سنة 1979، ثم لعب مع سكرامنتو كينغز في موسم 1979–1980.

## روابط خارجية
- مايك غرين على موقع إن بي أي (الإنجليزية)
- مايك غرين على موقع سبورتس رفرنس (الإنجليزية)
- مايك غرين على موقع كلية كرة السلة في سبورتس رفرنس.كوم (الإنجليزية)
- مايك غرين على موقع ريلجم (الإنجليزية)
- مايك غرين على موقع بروبوليرز (الإنجليزية)